# نانگا پاربات
نانگا پاربات (به انگلیسی: Nanga Parbat) (به اردو: نانگا پربت) به معنی کوهستان برهنه کوهی در رشته کوه هیمالیا است که در پاکستان قرار دارد. ارتفاع آن ۸۱۲۶ متر از سطح دریا و نهمین قله بلند روی زمین است. صعود به آن از مشکل‌ترین صعودهای کوهستانی است و به خاطر کوهنوردهای زیادی که در جریان صعودهای آن کشته شده‌اند به کوهستان قاتل معروف است. هم‌اکنون «نانگاپاربات» با بیش از ۶۰ کشته پس از آناپورنا دارای بیشترین کشته‌ها (به نسبت صعودها) در میان کوه‌های ۸۰۰۰ متر است.

## دشواری صعود
نانگا پاربات دارای سه رخ پهناور است. جبهه «راکیوت» که بر بخش شمالی کوه مسلط گشته، جبهه نقره فام جنوبی و فلات گسترده آن و رخ پرعظمت دیامیر که با بخشی صخره‌ای آغاز و بعد به شکل یخشار (آبشار یخی) کوه را دربر گرفته. جبهه «روپال» نیز که در بخش جنوبی قرار گرفته را می‌توان بزرگترین جبهه صخره‌ای کوه‌های جهان نامید، که با حدود ۴۵۰۰ متر ارتفاع از سطح دره‌ها قد برافراشته. رینولد مسنر اولین فاتح این جبهه روپال را کاری فراتر از دشوارترین صعودهای آلپ می‌داند. رخ پهناور کوه از دره‌های لم یزرع ایندوس بسیار تماشایی است. در مطالعات صورت گرفته از سوی اداره جغرافیای پیشاور به همراه گروهی از زمین شناسان آمریکایی پیدایش نانگاپاربات را مربوط به ۴۰۰۰۰۰ سال قبل و درست زمانی که شبه قاره هند به قاره اوراسیا برخورد کرد می‌دانند. آن‌ها معتقدند در میان کوه‌های جهان نانگاپاربات سریعترین رشد را داشته و این کوه همچنان در حال بالا رفتن است. دسترسی به کوه از طریق بزرگراه قراقروم بسیار راحت است. گرچه صعود آن آنچنان راحت به نظر نمی‌رسد. سالها پیش از اولین صعودها، نانگاپاربات را راحتترین کوه ۸۰۰۰ متری دنیا می‌دانستند. اما نخستین تلاش‌ها خلاف این را ثابت کرد. یخچال‌های ناپایدار و طوفان‌های یکنواخت و دائمی در کنار بهمن‌های هولناک جشن کوچک نخستین فاتح کوه بودند.
هرمان بول با موفقیت کوه را فتح نمود اما این صعود به بهای از دست رفتن ۳۱ کوهنورد و باربر در تلاش‌های قبلی امکان‌پذیر شد.

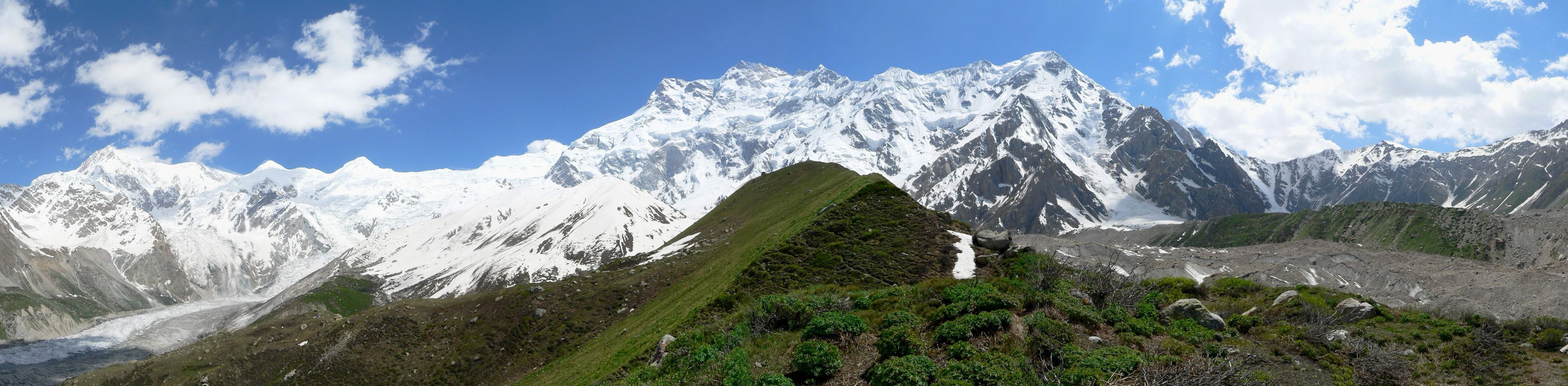
نمایی از نانگا پاربات وکمپ پایه

## کشتار ۲۰۱۳
در ژوئن ۲۰۱۳ مردانی که لباس شبه‌نظامیان پاکستانی را به تن داشته با آتش گشودن به روی گردشگران خارجی در کوه‌پایه «نانگا پاربات» دست کم ۹ نفر از آن‌ها و یک پاکستانی دیگر را کشتند.
روزنامه نیویورک تایمز و برخی دیگر رسانه‌های آمریکایی با اعلام ۱۰ کشته می‌گویند در میان کشته‌شدگان پنج شهروند اوکراینی، دو شهروند چینی، یک شهروند نپالی، یک شهروند با گذرنامه آمریکایی و راهنمای پاکستانی آن‌ها قرار دارند؛ طالبان پاکستان که یکی از اعضایش مسئولیت این حمله را برعهده گرفته‌است می‌گوید آن را برای گرفتن انتقام از حملات هواپیماهای بدون سرنشین آمریکایی به این گروه و کشتن ولی‌الرحمان، از مقام‌های بلندپایه آنها، انجام داده‌است.

## صعودکنندگان
- لیلا اسفندیاری، اولین زن ایرانی به همراه کاظم فریدیان، سهند عقدایی، محمد نوروزی، حسین ابوالحسنی، احسان پرتوی نیا در سال ۱۳۸۷ این قله را صعود کرد. درحین صعود به این قله سامان نعمتی جان خود را از دست داد.
- عظیم قیچی ساز کوهنورد ایرانی در سال ۱۳۸۹ این قله را صعود کرد.
- علیرضا نوروزی کوهنورد نیشابوری در سال ۱۳۹۷ این قله را صعود کرد.[۳]
- افسانه حسامی فرد در دوشنبه ۱۲ تیر ۱۴۰۲	موفق به صعود این قله شد.